# Fillmore!
Fillmore! är en amerikansk animerad TV-serie, producerad av Walt Disney Company och skapad av Scott Gimple.

## Handling
Serien utspelar sig mestadels på en privatskola kallad X-Skolan. Där är allt i ordning med elever och lärare. Miljön i skolan är mestadels bra och eleverna får bra betyg och det skolan står mest för är kreativitet. Men i skolan sker det också kriminella händelser, som stölder och sabotage och även elever som råkar ut för hemskheter. 

## Skolan
X-skolan är mycket större än en vanlig amerikansk skola. Skolan har många avdelningar, klubbar och olika rum.
- Skyddspatrullens högkvarter
- Metall- och glasblåsning
- Mörkrum
- Simbassäng
- Lager för trasiga möbler och sönderrivna affischer
- Cafetorium (både matsal och aula)
- Bibliotek
- Växthus
- Krocketbana
- Sandwich-klubb
- Hamn
- Paddelbåtklubb
- A/V-rum
- Handbollsplan
- Enhjulingsklubb
- Stångbollsklubb
- Badmintonsklubb
- Äppelodling
- Modelljärnvägsklubb
- Radiobilsklubb
- Kompostklubb

## Produktion
Serien skapades av Scott Gimple, regisserad av Christian Roman och hade premiär på ABC Kids-blocket på ABC den 14 september 2002.
Det sista avsnittet hade premiär 12 januari 2004, men serien fortsatte att sändas på amerikansk TV på ABC och på den kanadensiska Family Channel. Serien har också sänts på Toon Disney och Disney Channel i andra länder. Sommaren 2005 kom Fillmore! till Disney Channel i Sverige.

## Karaktärer
- Cornelius Fillmore

Cornelius C. Fillmore går i sjuan på X-skolan och är medlem i skolans Skyddspatrull. Fillmore var på fel sida förut, som att stjäla folks lunchpengar. Men Fillmores liv ändrades när Skyddspatrullsmedlemmen Wayne Liggit gav honom ett val: Tillbringa resten av skollivet på kvarsittningen eller att hjälpa honom lösa ett annat fall. Fillmore blev sedan medlem i Skyddspatrullen. Han är det enda barnet i sin familj. Han har också en hund och är väldigt bra på minigolf.
- Ingrid Third

Ingrid Third är Fillmores andra partner efter Wayne. Ingrid är nyinflyttad på X, och redan direkt när hon kom försökte någon sätta dit henne. Anledningen var att Ingrid är otroligt smart, och den som var smartast på skolan innan hon kom, såg det som ett hot. Hennes pappa är professor och hon har en äldre syster. Hennes mamma är aldrig nämnd.
- Horatio Vallejo

Horatio Vallejo är kommissarie i Skyddspatrullen. Han förlorade sin vän Malika när hon gick med i Rödhakarna. 
- Karen Tehama

Karen Tehama är brottsutredare på Skyddspatrullen som har intressen för kriminalteknik. Även om hon medverkar i nästan alla avsnitt är hon mer som en bakgrundskaraktär.
- Joseph Anza

Joseph är Tehamas partner och känd för att vara livvakt. Även om han medverkar i nästan alla avsnitt, är han som Tehama; en bakgrundskaraktär.
- Danny O'Farrell

O'Farrell är brottsfotograf för Skyddspatrullen. Han går på folks nerver och har konstiga idéer såsom att fotografera sin egen bakdel. O'Farrell står för det mesta komiska i serien.
- Dawn SS. Folsom

Dawn SS. Folsom är rektor för X Skolan. Även om hon ser glad och sprallig ut, styr hon skolan strängt - men hon gör det för stolthet och ära. 
- Raycliff

Raycliff är skolans biträdande rektor och Folsoms högra hand. Han säger inte så mycket.

## Engelska röster
| Orlando Brown    | – Cornelius Fillmore |
| Tara Strong      | – Ingrid Third       |
| Horatio Sanz     | – Vallejo            |
| Lauren Tom       | – Karen Tehama       |
| Danny Tamberelli | – Joseph Anza        |
| Kyle Sullivan    | – Danny O'Farrell    |
| Wendie Malick    | – Dawn SS. Folsom    |
| Jeff Probst      | – Raycliff           |

## Svenska röster
| Leo Hallerstam     | – Cornelius Fillmore |
| Elina Raeder       | – Ingrid Third       |
| Gabriel Odenhammar | – Vallejo            |
| Mia Kihl           | – Karen Tehama       |
| Kim Sulocki        | – Joseph Anza        |
| Adam Giertz        | – Danny O'Farrell    |
| My Holmsten        | – Dawn SS. Folsom    |
| Joakim Jennefors   | – Raycliff           |

## Bloopers
- I avsnittet Field Trip of the Just, står Fillmore i slutet av avsnittet bredvid sin mamma, då når han inte ens upp till hennes midja. Men i nästa scen når han nästan upp till hennes axel.